# Clive A. Stace

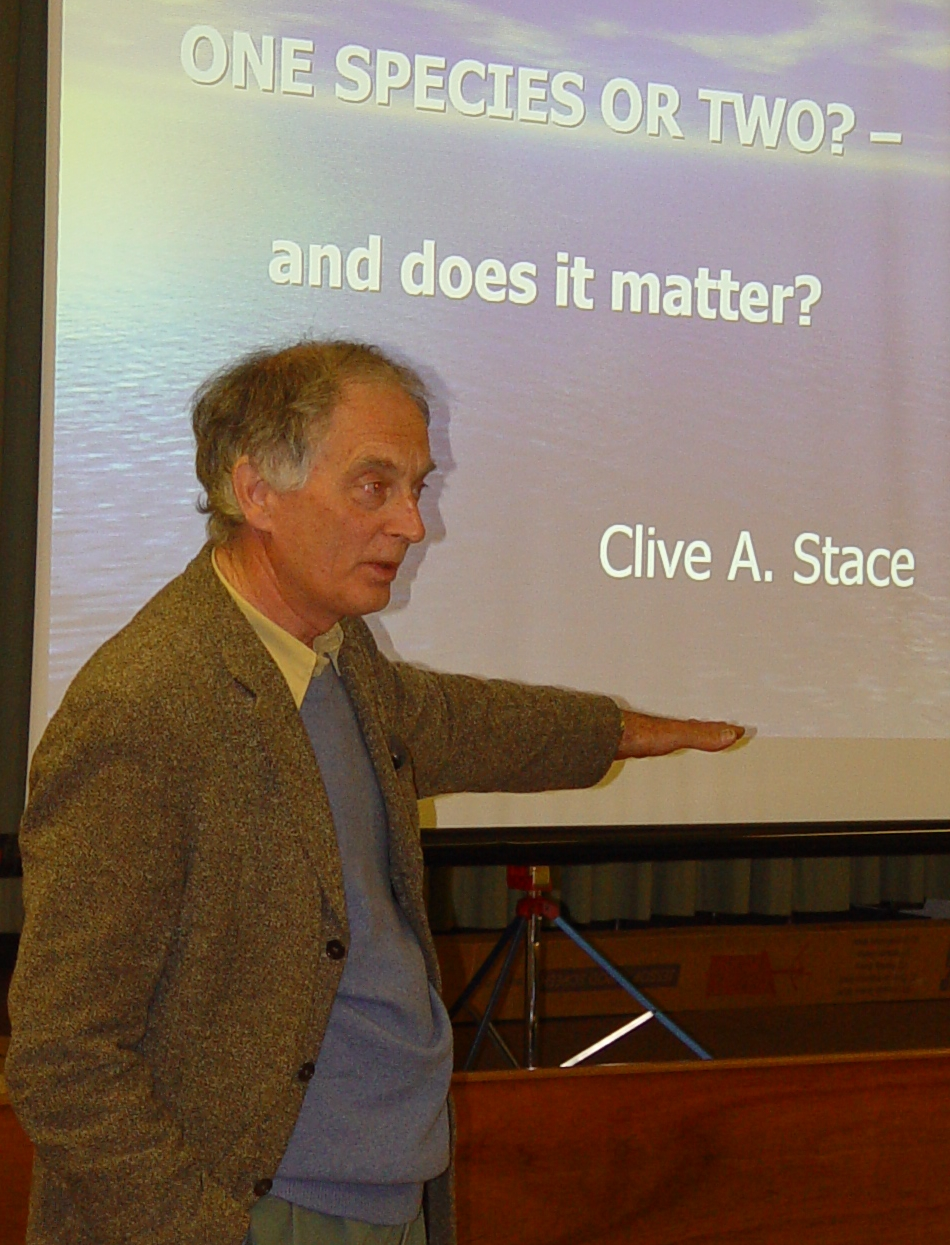
Professor Clive Stace

Clive Anthony Stace (1938) es un botánico y autor botánico inglés.
Desarrolló su carrera académica en la Universidad de Leicester, donde fue profesor de taxonomía vegetal.
Fue presidente de la Botanical Society of the British Isles
Fue responsable de un número notable de publicaciones relacionadas con la flora vascular de Bretaña e Irlanda:
- Hibridación y la flora de las Islas Británicas
- Nueva Flora de las Islas Británicas
- Catálogo de Censo de Vicecondado de Plantas Vasculares de Gran Bretaña

También ha escrito el libro de texto para estudiantes "Taxonomía Vegetal y Biosistemática".

## Otras publicaciones
- c.a. Stace. 2002. (1523) Proposal to conserve Terminalia nom. cons. (Combretaeae) against an additional name Bucida. Taxon 51: 193

- A.-R.A. Alwan, c.a. Stace. 1989. New species, names, and combinations in American Combretaceae. Ann. Missouri Bot. Gard. 76(4): 1125–1128

- ------------------, -----------. 1987. Studies on the flora of the Guianas. VII. Nord. J. Bot. 5: 447-449

- ------------------, -----------. 1984. Proposal to conserve the generic name Buchenavia against Pamea (Combretaceae). - Taxon 33: 120
- La abreviatura «Stace» se emplea para indicar a Clive A. Stace como autoridad en la descripción y clasificación científica de los vegetales.[1]